# Puchar Świata w lotach narciarskich 1999/2000
Puchar Świata w lotach narciarskich 1999/2000 – 10. edycja Pucharu Świata w lotach narciarskich (stanowiącego część Pucharu Świata w skokach narciarskich), która rozpoczęła się 19 lutego 2000 w Bad Mitterndorf, a zakończyła się 19 marca 2000 w Planicy. Rozegrano 2 konkursy indywidualne oraz 1 drużynowy.

## Kalendarz zawodów
| Lp.                                                                  | Data                                                                 | Miejscowość                                                          | Punkt K                                                              | Uwagi                                                                | 1. miejsce                                                                      | 2. miejsce                                                                      | 3. miejsce                                                                          |
| -------------------------------------------------------------------- | -------------------------------------------------------------------- | -------------------------------------------------------------------- | -------------------------------------------------------------------- | -------------------------------------------------------------------- | ------------------------------------------------------------------------------- | ------------------------------------------------------------------------------- | ----------------------------------------------------------------------------------- |
| 1.                                                                   | 19 lutego 2000                                                       | Bad Mitterndorf                                                      | K-185                                                                | –                                                                    | Sven Hannawald                                                                  | Andreas Widhölzl                                                                | Tommy Ingebrigtsen                                                                  |
| —                                                                    | 20 lutego 2000                                                       | Bad Mitterndorf                                                      | K-185                                                                | [ a ]                                                                | odwołany                                                                        | odwołany                                                                        | odwołany                                                                            |
| 2.                                                                   | 18 marca 2000                                                        | Planica                                                              | K-185                                                                | druż.                                                                | Niemcy 1. Michael Uhrmann 2. Hansjörg Jäkle 3. Sven Hannawald 4. Martin Schmitt | Finlandia 1. Ville Kantee 2. Risto Jussilainen 3. Jani Soininen 4. Janne Ahonen | Japonia 1. Takanobu Okabe 2. Kazuyoshi Funaki 3. Hideharu Miyahira 4. Noriaki Kasai |
| 3.                                                                   | 19 marca 2000                                                        | Planica                                                              | K-185                                                                | –                                                                    | Sven Hannawald                                                                  | Janne Ahonen                                                                    | Andreas Goldberger                                                                  |
| Puchar Świata w lotach narciarskich 1999/2000 – klasyfikacja końcowa | Puchar Świata w lotach narciarskich 1999/2000 – klasyfikacja końcowa | Puchar Świata w lotach narciarskich 1999/2000 – klasyfikacja końcowa | Puchar Świata w lotach narciarskich 1999/2000 – klasyfikacja końcowa | Puchar Świata w lotach narciarskich 1999/2000 – klasyfikacja końcowa | Sven Hannawald                                                                  | Janne Ahonen                                                                    | Tommy Ingebrigtsen                                                                  |

## Klasyfikacja generalna
| Źródło  | Źródło                   | Źródło | Źródło |
| Miejsce | Zawodnik                 | Punkty |        |
| ------- | ------------------------ | ------ | ------ |
| 1.      | Sven Hannawald           | 200    |        |
| 2.      | Janne Ahonen             | 120    |        |
| 3.      | Tommy Ingebrigtsen       | 110    |        |
| 4.      | Andreas Goldberger       | 96     |        |
| 5.      | Andreas Widhölzl         | 80     |        |
| 6.      | Reinhard Schwarzenberger | 68     |        |
| 7.      | Martin Höllwarth         | 58     |        |
| 8.      | Lasse Ottesen            | 57     |        |
| 9.      | Kazuyoshi Funaki         | 49     |        |
| 10.     | Nicolas Dessum           | 46     |        |
| 10.     | Noriaki Kasai            | 46     |        |
| 12.     | Hideharu Miyahira        | 44     |        |
| 12.     | Roberto Cecon            | 44     |        |
| 14.     | Martin Schmitt           | 42     |        |
| 15.     | Ville Kantee             | 36     |        |
| 15.     | Masahiko Harada          | 36     |        |
| 15.     | Adam Małysz              | 36     |        |
| 18.     | Stefan Horngacher        | 35     |        |
| 19.     | Hiroya Saitō             | 32     |        |
| 20.     | Wolfgang Loitzl          | 28     |        |
| 20.     | Jani Soininen            | 28     |        |
| 22.     | Henning Stensrud         | 21     |        |
| 23.     | Roar Ljøkelsøy           | 16     |        |
| 24.     | Frank Löffler            | 15     |        |
| 25.     | Tami Kiuru               | 12     |        |
| 25.     | Hansjörg Jäkle           | 12     |        |
| 27.     | Matti Hautamäki          | 11     |        |
| 28.     | Risto Jussilainen        | 10     |        |
| 29.     | Thomas Hörl              | 9      |        |
| 30.     | David Andersen           | 8      |        |
| 31.     | Takanobu Okabe           | 7      |        |
| 32.     | Kazuki Nishishita        | 6      |        |
| 32.     | Olav Magne Dønnem        | 6      |        |
| 34.     | Christof Duffner         | 5      |        |
| 34.     | Wojciech Skupień         | 5      |        |
| 36.     | Kazuhiro Nakamura        | 2      |        |
| 37.     | Damjan Fras              | 1      |        |